# Dirk Nabers
Dirk Nabers (* 3. September 1968 in Coesfeld) ist ein deutscher Politikwissenschaftler und Soziologe. Er ist der Leiter des Arbeitsbereichs Internationale Politische Soziologie am Institut für Sozialwissenschaften an der Christian-Albrechts-Universität zu Kiel. Seine Schwerpunkte sind Theorien und Methoden der Internationalen Beziehungen, vor allem Diskurstheorien und Poststrukturalismus.

## Leben
Nabers studierte in den Jahren 1991 bis 1997 Politikwissenschaft, Neuere Geschichte, Wirtschaftspolitik und Soziologie an der Universität Münster, der International Christian University in Tokio und der Universität Kanagawa. Im Juli des Jahres 1999 erfolgte seine Promotion zum Thema „Kollektive Selbstverteidigung in Japans Sicherheitsstrategie“. Im gleichen Jahr wurde er zunächst wissenschaftlicher Mitarbeiter an der Universität Trier am Lehrstuhl von Hanns W. Maull, ab 2000 dann als Senior Research Fellow am GIGA Institut für Asien-Studien. Er konzentrierte sich inhaltlich vor allem auf Japan und die Frage von Sicherheitspolitik sowie Regionalismus. Ein weiterer Arbeitsschwerpunkt waren die Internationalen Beziehungen. Nabers gehörte zur Redaktion der Japan aktuell.
Im November 2005 habilitierte sich Nabers mit einer Arbeit zum Thema „Kultur und Kollektives Handeln nach dem 11. September 2001 – Deutschland, Japan und die USA“. Das Buch erschien im VS Verlag für Sozialwissenschaften. Seine Arbeitsschwerpunkte verlagerten sich mehr und mehr auf metatheoretische, diskurstheoretische Fragestellungen.
Von August 2007 bis September 2008 vertrat er eine Professur an der Universität Stuttgart. Im Juli des folgenden Jahres wurde er zum Leiter des GIGA Forschungsschwerpunktes 4: Macht, Normen und Governance in den internationalen Beziehungen ernannt. Im Januar 2010 trat er die Stelle des Akademischen Direktors der International Graduate School for the Study of Regional Powers in Hamburg an.
Seit Oktober des Jahres 2010 hat er die W3-Professur für internationale Politik und Gesellschaft an der CAU Kiel inne. Mit Antritt dieser Stelle wurde er auch zum Leiter des Arbeitsbereichs Internationale Politische Soziologie, der dem Institut für Sozialwissenschaften zugehörig ist und aus dem Schleswig-Holsteinischen Institut für Friedenswissenschaften hervorging. Er ist zurzeit stellvertretender Direktor des Instituts für Sozialwissenschaften.

## Arbeit
Nabers konzentriert sich zunehmend auf diskurstheoretische Fragestellungen, die von semiotischen, post-marxistischen und post-strukturalistischen Arbeiten inspiriert sind. Dabei fokussiert er insbesondere die Möglichkeiten sozialen Wandels unter den Bedingungen permanenter sozialer Krisenhaftigkeit, soziale Differenzen, strukturelle Dislokationen und politische Subjektivierungen.
Nabers ist u. a. Mitglied der International Studies Association (ISA) sowie der Deutschen Vereinigung für Politische Wissenschaft. 2015 wurde er zum Program Chair 2015–2016 und zum Section Chair 2016–2017 der International Political Sociology Section der ISA gewählt.

## Schriften (Auswahl)
- Allianz gegen den Terror: Deutschland, Japan und die USA. Springer-Verlag, 2005, ISBN 978-3-531-14803-8.
- Multilaterale Institutionen in Ostasien-Pazifik. Springer Fachmedien, 2010, ISBN 978-3-531-17060-2.
- Herausgeber mit Nadine Godehardt (Hrsg.): Regional Orders and Regional Powers. Vol. 14. Routledge, 2011, ISBN 978-0-203-81598-4.
- Mit Daniel Flemes und Detlef Nolte: Macht, Führung und Regionale Ordnung. Theorien und Forschungsperspektiven. Nomos, 2012, ISBN 978-3-8452-3812-8.
- Herausgeber mit Robert G. Patman: The Bush leadership, the power of ideas, and the war on terror. Ashgate Publishing, Ltd., 2012, ISBN 978-1-315-61423-6.
- A Poststructuralist Discourse Theory of Global Politics. London/New York: Palgrave Macmillan, 2015, ISBN 978-1-137-52807-0.
- Herausgeber mit Frank A. Stengel und David B. MacDonald: Populism and World Politics. Exploring Inter- and Transnational Dimensions. Palgrave Macmillan, 2019, ISBN 978-3-030-04621-7.
- Poststructuralist Ethics and International Relations. In: The Oxford Research Encyclopedia of International Studies. Oxford University Press, 2019, doi:10.1093/acrefore/9780190846626.013.371.
- Towards International Relations beyond the Mind. Journal of International Political Theory, 2018, doi:10.1177/1755088218812910.
- Discursive Dislocation: Toward a Poststructuralist Theory of Crisis in Global Politics. New Political Science 41(2), 2019, doi:10.1080/07393148.2019.1596684.
- Mit Frank A. Stengel: Symposium: The Contribution of Laclau’s Discourse Theory to International Relations and International Political Economy, Introduction, New Political Science 41(2), 2019, doi:10.1080/07393148.2019.1596683.